# Alles-sur-Dordogne
Alles-sur-Dordogne è un comune francese di 388 abitanti situato nel dipartimento della Dordogna, nella regione della Nuova Aquitania.

## Società

### Evoluzione demografica
Abitanti censiti